# Thermoascus taitungiacus
Thermoascus taitungiacus är en svampart som beskrevs av K.Y. Chen & Z.C. Chen 1996. Thermoascus taitungiacus ingår i släktet Thermoascus och familjen Thermoascaceae.   Inga underarter finns listade i Catalogue of Life.